# Heinrich Mau (Pastor)
Heinrich Mau (* 6. September 1842 in Kiel; † 22. Juni 1916 ebenda) war ein deutscher Theologe.

## Leben
Heinrich Mau war der Sohn von Heinrich August Mau, Theologie-Professor in Kiel, und dessen Frau  Louise, geb.  von Rumohr. Der Archäologe August Mau (1840–1909) war sein älterer Bruder. Er besuchte die Kieler Gelehrtenschule und studierte anschließend Evangelische Theologie in Erlangen, Jena und Kiel. Während der Studienzeit trat er in Erlangen der Burschenschaft der Bubenreuther und in Jena der Burschenschaft Arminia auf dem Burgkeller bei.

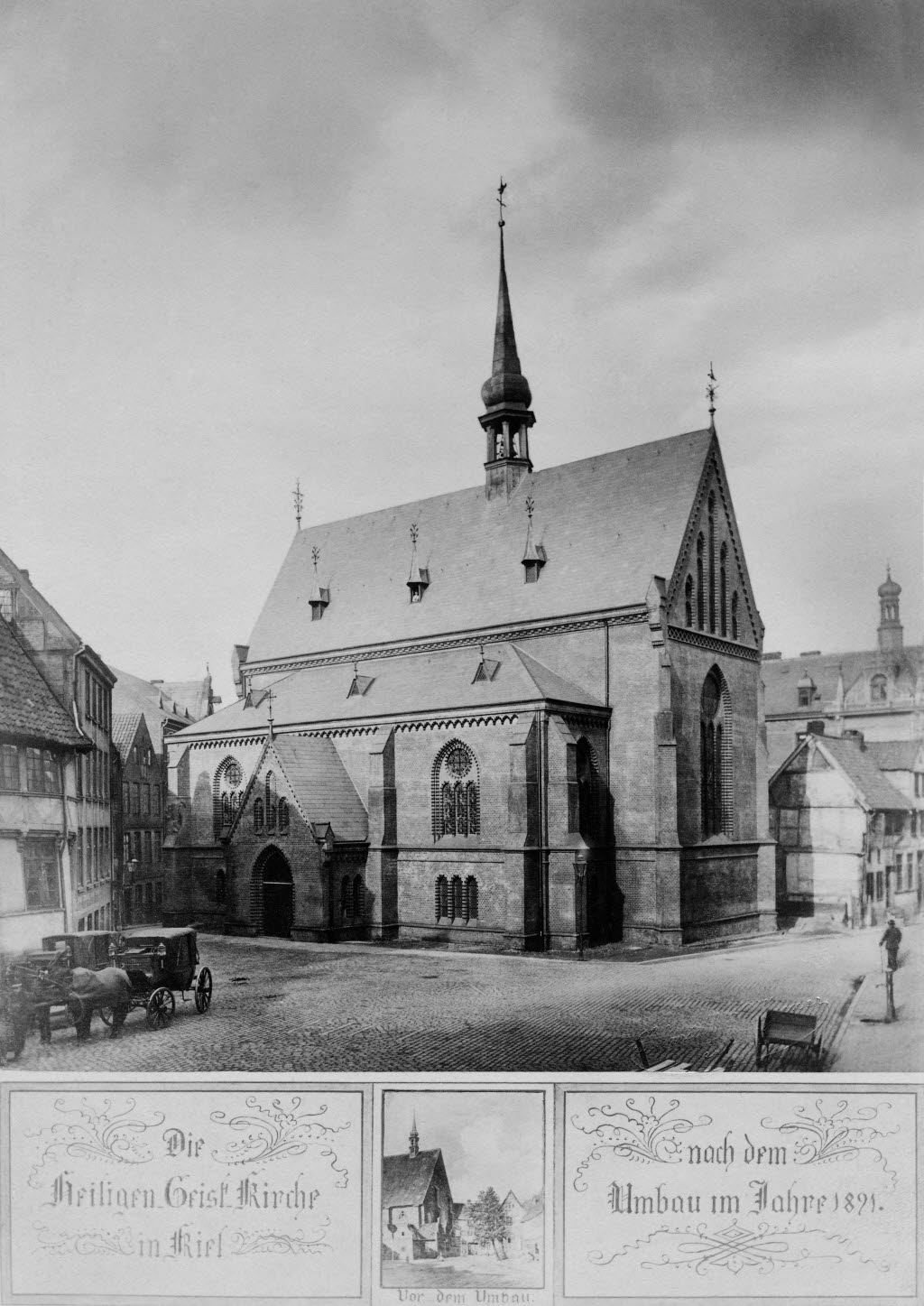
Die Kieler Heiligengeistkirche nach dem Umbau 1892

Ab 1869 war Mau Pastor in Meldorf und anschließend in Rellingen. 1879 wurde er dann Pastor der Heiligengeistkirche in Kiel. In seiner Amtszeit ging das Kirchengebäude aus dem Eigentum der Stadt in das Eigentum der Gemeinde über. Von 1891 bis 1892 wurde die Kirche grundlegend renoviert. Mau erhielt ein neues Pastorat mit Konfirmandensaal am Niemannsweg.
Mau war neben seinem Pfarramt Mitglied des Synodal-Ausschusses und der Gesamtsynode der Evangelisch-Lutherischen Landeskirche Schleswig-Holsteins. Er gehörte dem Gustav-Adolf-Verein an und engagierte sich stark in der Gesellschaft freiwilliger Armenfreunde. Auf überregionaler Ebene war er im Vorstand des Deutschen Vereins für Armenpflege und Wohlthätigkeit aktiv.
Als langjähriges Mitglied der 1866 gegründeten Freimaurerloge Alma an der Ostsee war er von 1903 bis 1906 ihr Meister vom Stuhl. Ab 1911 war er Kapitelmeister des schleswig-holsteinischen Ordenskapitels der Großen Landesloge der Freimaurer von Deutschland.
Mau war zwei Mal verheiratet, die erste Ehefrau und ein Sohn aus dieser Ehe starben früh. Daraufhin heiratete er die Schwester seiner verstorbenen ersten Frau. Aus dieser zweiten Ehe gingen zehn Kinder hervor. Zu seinen Enkeln zählen Carl H. Mau, Jürgen Mau und Hermann Mau.

## Auszeichnungen
- Ehrendoktor der Theologischen Fakultät der Universität Kiel (1914)
- Roter Adlerorden IV. Klasse
- Kronenorden III. Klasse

## Werke (Auswahl)
- Rede bei dem Begräbniss von Elise Steffensen, geb. am 25. Decemb. 1820, gest. am 17. Novemb. 1886. Schmidt & Klaunig, Kiel 1886.
- Worte der Erinnerung an Theodor Wilhelm Jeb, geb. 20. Juli 1938, gest. 13. Dec. 1891, Pastor des Jacobi-Pfarrbezirkes und Kirchenpropst der Propstei Kiel, gesprochen in der Jacobikirche in Kiel am 16. December 1891. Toeche, Kiel 1892.
- Die Gesellschaft freiwilliger Armenfreunde in Kiel von 1793 bis 1893. 2 Bde., Eckardt, Kiel 1893.
- Gedächtnissblatt an das unerwartete Hinscheiden des Professor Dr. Gustav Glogau am 22. März 1895 zu Laurium (Griechenland): enthaltend die ersten telegraphischen Nachrichten und die Rede des Herrn Pastor Mau gehalten bei der Gedenkfeier am Begräbnisstage, den 25. März 1895 im Hause des Entschlafenen zu Kiel. Kiel 1895.
- Rede zur Begräbnisfeier des Herrn Johannes Kipp. Ch. Donath, Kiel 1897.
- Die Gesellschaft freiwilliger Armenfreunde in Kiel von 1793 bis 1907. 2. [verkürzte] Aufl. der Festschrift zur Feier des 100jährigen Bestehens der Gesellschaft. Donath, Kiel 1907.
- Rede zur 60jährigen Erinnerungsfeier der Schleswig-Holsteinischen Erhebung am 24. März 1908. Mißfeldt, Kiel 1908.
- Worte am Sarge des Herrn Landesbibliothekars Professor Dr. Rudolph von Fischer-Benzon in Kiel, gesprochen am 22. Juli 1911. Jensen, Kiel 1911.